# Шевчик, Якуб
Я́куб Ше́вчик (в.-луж. Jakub Šewčik, 6 сентября 1867, Шторха, Баутцен — 3 августа 1935, Кроствиц) — католический священник, лужицкий писатель, поэт и общественный деятель. Председатель лужицкого культурно-общественного общества «Домовина» (1927—1930).

## Биография
Родился 6 сентября 1867 года в лужицкой деревне Бачонь в окрестностях города Баутцена. Брат лужицкого писателя Михала Шевчика и общественного деятеля Юрия Шевчика. После окончания сельской школы в деревне Чорнецы поступил в католическую семинарию в Баутцене. В 15-летнем возрасте поступил в Лужицкую семинарию в Праге. Одновременно с 1889 года по 1892 год обучался в пражской малостранской гимназии. Изучал теологию в Карловом университете. В 1882 году вступил в лужицкую студенческую организацию «Сербовка». В 1890 году вступил в лужицкую культурно-просветительскую организацию «Матица сербская». В 1891 году организовал XVII молодёжный летний лагерь-фестиваль для лужицких гимназистов под названием «Схадзованка». С 1889 года по 1892 год возглавлял эту студенческую организацию. В это же время публиковал патриотические стихотворения в лужицком литературном журнале «Łužica».
Возвратившись в Лужицу, преподавал катехизис в Баутцене. В 1893 году был назначен настоятелем католического прихода в городе Лёбау (Либай). С 1895 года проживал в городе Ворклецы, где был капеланом графини Моники Штольберг-Штольберг. С 1896 года проживал в Баутцене, где редактировал политический отдел лужицкого журнала «Katolski Posoł» и с 1906 года по 1908 год был главным редактором этого журнала.
С 1900 года по 1908 год возглавлял Сербский музей, который после Дрезденской выставки располагался в Сербском доме в Баутцене.
В 1902 году опубликовал на страницах литературного журнала «Časopis Maćicy Serbskeje» сочинение «Prěnički křesćanstwa mjez Serbami».
С 1908 года был настоятелем католического прихода в городе Каменица. 1 мая 1922 года был назначен настоятелем в Кроствице. 20 февраля 1927 года был выбран председателем лужицкой культурно-общественной организации «Домовина». На этой должности находился до 1930 года.
Скончался 3 августа 1935 года в Кроствице.